# Villar del Olmo
Villar del Olmo ist eine Kleinstadt und eine Gemeinde mit 2.277 Einwohnern (Stand: 2024) im Osten der Autonomen Gemeinschaft Madrid. Die Gemeinde gehört zur Kulturlandschaft der Alcarria.

## Lage und Klima
Der Ort Villar del Olmo liegt am Bach (arroyo) Vega gut 49 km südwestlich der spanischen Hauptstadt Madrid; nördlich grenzt die Gemeinde Nuevo Baztán an. Das Klima im Winter ist gemäßigt, im Sommer dagegen warm bis heiß; die eher geringen Niederschlagsmengen (ca. 450 mm/Jahr) fallen – mit Ausnahme der nahezu regenlosen Sommermonate – verteilt übers ganze Jahr.

## Bevölkerungsentwicklung
| Jahr      | 1857 | 1900 | 1950 | 2001  | 2019  |
| Einwohner | 571  | 555  | 594  | 1.427 | 2.011 |

Wegen seiner relativen Nähe zum Großraum Madrid ist die Einwohnerzahl der Gemeinde seit den 1990er Jahren deutlich gewachsen.

## Wirtschaft
Die Gemeinde ist immer noch in hohem Maße landwirtschaftlich geprägt. Auch der Tagestourismus spielt eine ökonomische Rolle.

## Geschichte
Über die frühe Geschichte der Gegend ist kaum etwas bekannt; keltische, römische, westgotische und selbst islamisch-maurische Spuren fehlen. Wahrscheinlich wurde der Ort erst nach der Rückeroberung (reconquista) von Toledo (1085) und Alcalá (1118) im Zusammenhang mit der Politik der Wiederbevölkerung (repoblación) gegründet. Im Jahr 1561 erlangte der Ort die Stadtrechte (villazgo).

## Sehenswertes
- Die Iglesia de Nuestra Señora de la Antigua ist eine einschiffige – ursprünglich vielleicht im 13. Jahrhundert erbaute – im  16./17. Jahrhundert jedoch neugebaute Kirche mit einem Querhaus (transept) und einer unbelichteten Vierungskuppel. Im Inneren befindet sich ein spätbarocker Altarretabel (retablo).[5]
- Über das Stadtgebiet verteilt finden sich 4 Brunnen (fuentes).

Umgebung
- Im Berg Peña Rondán befinden sich zahlreiche Höhlen mit wichtigen prähistorischen Fundstätten.

## Feste
Jedes Jahr werden nachstehende Feste gefeiert:
- Santa Águeda, (Agatha von Catania) am 5. Februar
- San Isidro, (patrón), (Isidor von Madrid) am 15. Mai
- Nuestra Señora de la Soledad (Patronatsfest), am 15. September